# Thorpe Constantine
Thorpe Constantine is een civil parish in het bestuurlijke gebied Lichfield, in het Engelse graafschap Staffordshire.